# 고레야스 친왕

고레야스 친왕(일본어: 惟康親王 코레야스 신노[*])은 일본 가마쿠라 막부(鎌倉幕府) 제7대 세이이타이쇼군(征夷大将軍)으로 6대 쇼군 무네타카 친왕(宗尊親王)의 적자이다.

## 생애
사가미국(相模国) 가마쿠라(鎌倉)에서 태어나 분에이(文永) 3년(1266년) 7월에 아버지 무네타카 친왕이 쇼군직에서 폐해져 교토(京都)로 송환되고, 세 살의 나이로 세이이타이쇼군에 취임했다. 처음에는 친왕선하(親王宣下)도 받지 못한 채 고레야스 왕(惟康王)으로 불렸고, 세이이타이쇼군에 취임한 뒤에는 신적강하(臣籍降下)로 미나모토(源)라는 가바네(姓)를 받고 미나모토노 고레야스(源惟康)라 불렸다(고사가 겐지後嵯峨源氏).
26세가 되던 쇼오(正応) 2년(1289년) 9월에 호조씨(北条氏)는 성인이 된 고레야스가 쇼군으로 장기재임하는 것을 꺼려, 고후카쿠사 상황(後深草上皇)의 황자였던 히사아키 친왕(久明親王)의 취임을 꾀하고 그를 쇼군직에서 해임해 교토로 보냈다. 추방의 사전 준비로 막부(幕府)의 요청에 따라 황적(皇籍)을 도로 되찾고 조정으로부터 친왕 선하를 받아 고레야스 친왕이라 불리게 된다.
가마쿠라 시대의 고후카쿠사인 니조(後深草院二条)가 지은 『도하즈가타리』(とはずがたり)에 따르면 가마쿠라에서 추방될 당시 친왕이 채 수레에 오르지도 않았는데 쇼군의 고쇼(御所)는 이미 신분이 낮은 무사(武士)들이 흙 묻은 발로 이리저리 짓밟고 다녔고, 섬기던 뇨보(女房)들은 눈물을 흘리며 우왕좌왕하고 있었다고 한다. 날씨조차 좋지 않은 가운데 멍석으로 싸인 허술한 수레에 친왕은 거꾸로 몸이 실린 채 눈물을 흘렸고, 그 모습을 고후카쿠사인 니조는 친왕이 아버지처럼 노래조차 남기지 못했다며 탄식하고 있다.
교토로 송환된 친왕은 그 해 12월에 출가하였다.
가레키(嘉暦) 원년(1326년)에 사망하였다. 향년 63세였다.

## 쇼군 재직 당시의 싯켄
- 호조 마사무라(北条政村) - 요시토키(義時)의 아들로 7대 싯켄(執権)
- 호조 도키무네(北条時宗) - 도키요리(時頼)의 아들로 도쿠소케(得宗家) 출신. 8대 싯켄
- 호조 사다토키(北条貞時) - 도키무네의 아들로 도쿠소케. 9대 싯켄

## 계보
- 아버지: 무네타카 친왕
- 어머니: 고노에 사이시(近衛宰子) - 고셋케 고노에 가네쓰네(近衛兼経)의 딸
- 처: 미상
  - 아들: 닌초(仁澄)
  - 아들: 소에(増恵) -
  - 아들: 세이에(聖恵)
  - 아들: 소신(増珍)
  - 아들: 고추(康忠)
  - 딸: 히사아키 친왕의 아내(?-1306)로 모리쿠니 친왕(守邦親王)의 어머니로 미나모토노 요시토모(源義朝)의 모계 후손에 해당한다.[1]

## 같이 보기
- 궁장군(宮将軍)

1. ↑  미나모토노 요시토모 ― 호몬히메(坊門姫, 배우자: 이치조 요시야스一条能保) ― 젠시(全子, 배우자: 사이온지 기미쓰네西園寺公経) - 도모코(倫子, 배우자: 구조 미치이에) - 닌시(仁子, 배우자: 고노에 가네쓰네）― 사이시(무네타카 친왕의 배우자) ― 고레야스 친왕. …호몬히메 ― 구조 요시쓰네(九条良経)의 아내 ― 구조 미치이에(九条道家) ― 닌시(고노에 가네쓰네의 부인)…